# Propranolol
El propranolol és un medicament del grup dels blocadors d'adrenoreceptors beta. S'utilitza per tractar la pressió arterial alta, alguns tipus de freqüència cardíaca irregular, tirotoxicosi, hemangiomes infantils, acatísia, por escènica i tremolor essencial, així com per prevenir migranyes i per prevenir futurs problemes cardíacs en persones amb angina de pit o atacs de cor previs. Es pot prendre per via oral, rectal o per injecció intravenosa. La formulació que es pren per via oral ve en versions d'acció curta i prolongada. El propranolol apareix a la sang després de 30 minuts i té un efecte màxim entre 60 i 90 minuts quan es pren per via oral.
Les reaccions adverses comunes inclouen nàusees, dolor abdominal i restrenyiment. Pot empitjorar els símptomes de l'asma. El propranolol pot causar efectes teratògens perjudicials per al nadó si es pren durant l'embaràs; tanmateix, el seu ús durant la lactància materna es considera generalment segur. És un blocador beta no selectiu que funciona bloquejant els receptors β-adrenèrgics.
El propranolol va ser patentat el 1962 i aprovat per a ús mèdic el 1964. Forma part de la Llista model de Medicaments essencials de l'Organització Mundial de la Salut. A Espanya està comercialitzat com EFG i Sumial.